# Verberie
Verberie is een gemeente in het Franse departement Oise (regio Hauts-de-France). De plaats maakt deel uit van het arrondissement Senlis. Verberie telde op 1 januari 2022 3.858 inwoners.

## Geografie
De oppervlakte van Verberie bedroeg op 1 januari 2022 15,05 vierkante kilometer; de bevolkingsdichtheid was toen 256,3 inwoners per km².

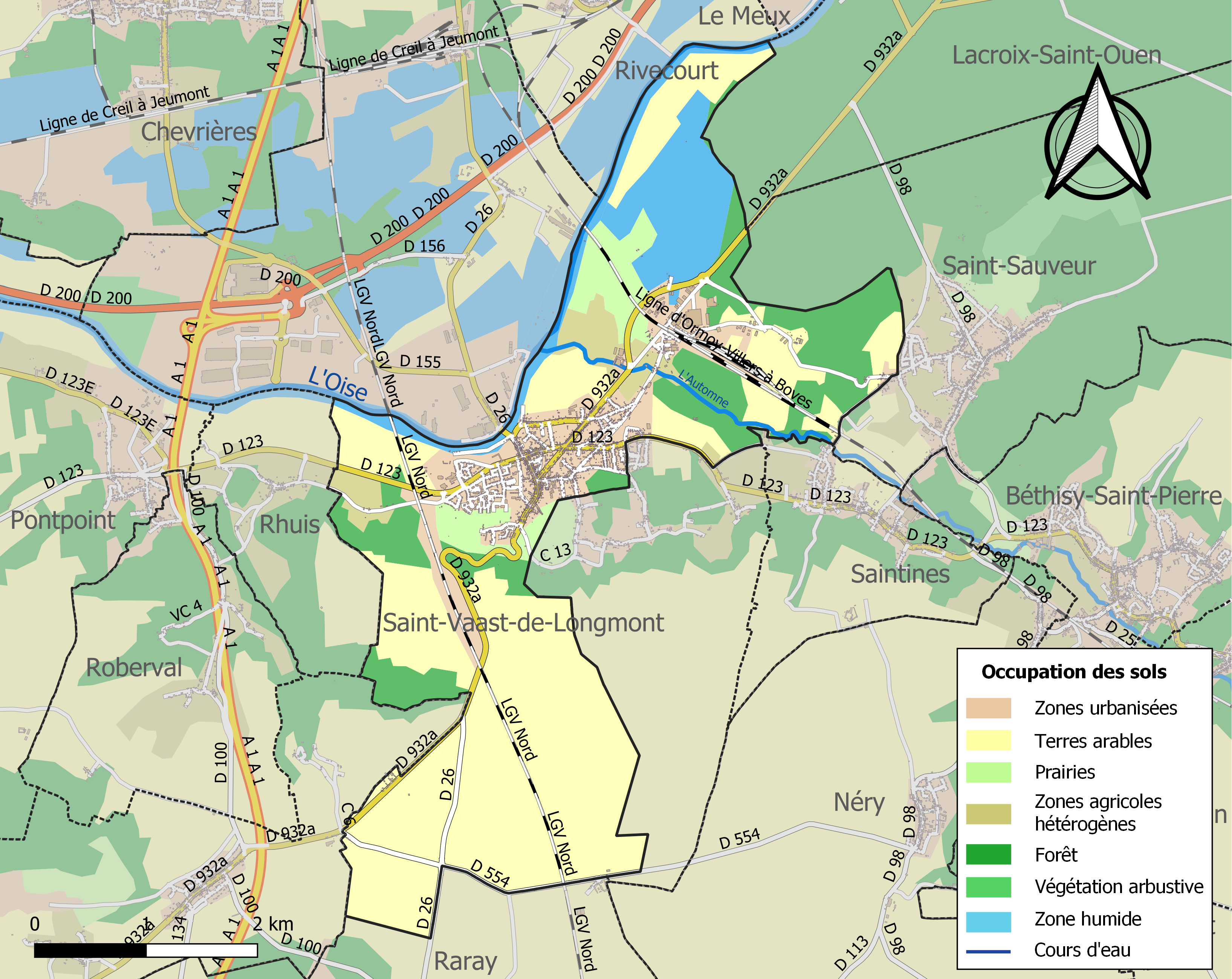
Kaart van de gemeente met belangrijkste infrastructuur, bodemgebruik en omliggende gemeenten

## Demografie
Onderstaande figuur toont het verloop van het inwonertal (bron: INSEE-tellingen).